# Ойтинский замок
Эйтинский или Ойтинский замок (Eutiner Schloss) — бывшая резиденция князей-епископов Любека на берегу Большого Ойтинского озера в городе Ойтин (Эйтин). Один из наиболее ценных историко-архитектурных памятников германской земли Шлезвиг-Гольштейн. Замок окружён рвом и пейзажным парком, в состав которого входит и Фазаний остров посреди озера.
Замок служил резиденцией любекского епископа с конца XII века. Древнейшие залы датируются 1260-ми годами. В XIV веке епископский замок был укреплён на случай конфликта с Ганзой, в 1439—1486 годах расширен, в XVI веке перестроен в духе Возрождения.
Во время Реформации епископство чудом не было секуляризовано и с тех пор продолжало существование под эгидой Готторпской династии, из которой происходили последующие епископы. Это не устраивало датчан, которые в 1705 году покорили Готторп и сожгли Ойтин. Восстановление резиденции в новом стиле северного барокко князь-епископ Кристиан Август поручил шведу Р. М. Даллину. 

После перестройки Эйтин стал крупнейшей дворцовой резиденцией Голштинии XVIII века. Его история в это время тесно переплелась с судьбами России. Здесь прошло детство Иоганны Елизаветы, матери Екатерины II. В 1727 году резиденцией владел её брат Карл Август — несостоявшийся муж цесаревны Елизаветы Петровны. Следующий владелец замка, Адольф Фридрих, благодаря поддержке Елизаветы занял шведский престол. Наконец, именно здесь в 1739 году состоялась первая встреча будущих супругов — Екатерины II и Петра III. 

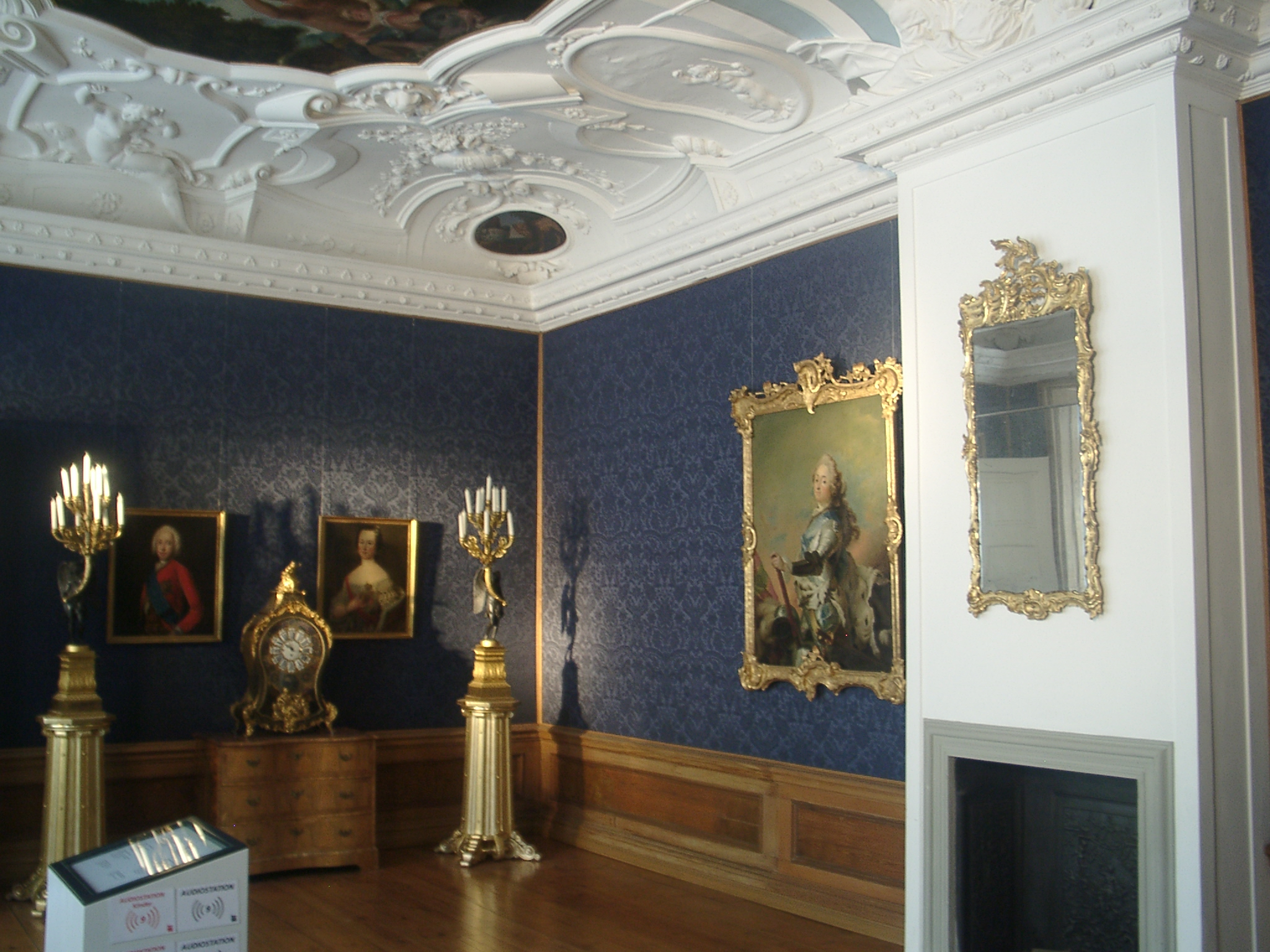
Интерьер

В начале XIX века Пётр Ольденбургский, действуя в качестве правителя Любекского княжества, пытался создать городу репутацию «северного Веймара», привлекал к своему двору таких мастеров, как Клопшток и Тишбейн.
После распада Священной Римской империи замок был официально передан в распоряжение Ольденбургского дома для использования в качестве загородной резиденции. В середине 1830-х годов герцог вознамерился преобразовать замок и парк в соответствии с принципами классицизма. В то время были обновлены подсобные постройки и интерьеры замка, надстроен верхний этаж.
После Ноябрьской революции замок был преобразован в музей. На исходе Второй мировой войны сюда хлынули беженцы с восточных земель Германии, подлежавших передаче Польше. Некоторые залы в то время представляли собой подобие коммуналки. В одном из покоев доживал свой век путешественник Адольф Фридрих Мекленбург-Шверинский.
Реставрация внутренних покоев замка осуществлена в 1990-е годы на средства фонда, учреждённого герцогской фамилией. Среди прочих экспонатов в замке выставлены живописные работы Тишбейна и многочисленные подарки от русской императорской фамилии. В здании конюшен помещается музей Восточного Гольштейна. В 1972 году на территории замка проходили съёмки фильма «Кабаре». В парке регулярно проводится оперный фестиваль имени К. М. Вебера.